# Jones (Kammerat Napoleon)
Mr. Jones er et af menneskene i den engelske forfatter George Orwells satiriske roman Kammerat Napoleon (originaltitel Animal Farm). Han ejer Grevegården, som senere bliver til Dyrenes Gård.

## Beskrivelse
Mr. Jones styrtes af dyrene på gården tidligt i bogen pga. hans brutale behandling af dem. Inspireret af Gamle Major gør dyrene oprør og smider mr. Jones ud.
Mr. Jones forsøger at tage magten igen ved at angribe dyrene – det bliver senere kendt som Slaget ved Kostalden. Han overvindes dog af grisen Snowballs taktik. Ofrene i kampen begrænser sig blandt dyrene til et får, men mange af de mennesker, som mr. Jones havde med, såres, inkl. mr. Jones selv.  Han forsøger ikke senere at generobre gården men flytter et andet sted hen.

## Mr. Jones i allegorien
Mr. Jones repræsenterer zar Nikolaj 2., der især under 1. verdenskrig var forhadt for sit brutale styre, der resulterede i, at mange bønder og arbejdere sultede i Rusland. Den russiske revolution satte en stopper for hans styre, og han blev dræbt af sovjetterne.

Denne artikel er en oversættelse af artiklen Jones (Animal Farm) på den engelske Wikipedia. Oversættelsen tager i sin sprogbrug desuden udgangspunkt i den danske udgave af Kammerat Napoleon (Søren Gyldendals Klassikere 2000), oversat af Ole Brandstrup.